# L3 Technologies
L3 Technologies, precedentemente nota come L-3 Communications Holdings, è una società statunitense che fornisce sistemi e prodotti di comando e controllo, comunicazione, intelligence, sorveglianza e ricognizione, dispositivi e servizi aerospaziali. Tra i suoi clienti vi sono il Dipartimento della Difesa, Dipartimento della Sicurezza Nazionale, Agenzie di intelligence del governo degli Stati Uniti, NASA, società aerospaziali e aziende operanti in campo delle telecomunicazioni. L'azienda è stata fondata nel 1997, viene quotata alla borsa di New York ed fa parte delle aziende della lista dei S&P 500. L'azienda nel 2017 aveva circa 38.000 dipendenti con un capitale proprio di 5,15 miliardi di dollari. L3 ha sede a Murray Hill a Manhattan.